# Concepción Huista
Concepción Huista è un comune del Guatemala facente parte del dipartimento di Huehuetenango.